# Хокурику-синкансэн
Хокурику-синкансэн (яп. 北陸新幹線) — линия высокоскоростных железных дорог в Японии, являющаяся продолжением линии Нагано-синкансен (которая, в свою очередь, является ответвлением Дзёетсу-синкансена, одной из линий, следующих на север). Нагано-синкансен - линия между Такасаки и Нагано - был открыт 1 октября 1997 года, а Хокурику-синкансен - 14 марта 2015 года, в настоящее время строятся новые участки линии. Несмотря на то, что Нагано и Хокурику могут использоваться для одних и тех же маршрутов, линия Нагано принадлежит Восточной Железнодорожной Компании, а  Хокурику - Западной Железнодорожной Компании. Однако и та, и другая линия имеет прямое сообщение с другими линиями, следующими непосредственно в Токио. На всех 24 станциях синкансэна уставлены автоматические платформенные ворота. Скорость движения по линии до 260 км/ч. Время в пути между Токио и Цуругой составляет 3 часа 8 минут.

## Строительство
Будущие планы для Хокурику-синкансэн в конечном итоге включают расширение до Осаки через города Тояма, Канадзава и Фукуи. Строительство части 162,1 км участка до Тоямы началось еще в 1993 году, и с 2009 года строительство находилось на стадии строительства участка до Канадзавы. 3 декабря 2007 года был достигнут прорыв для 22,2 км туннеля Иияма, самого длинного туннеля на линии. Пусковой участок до Канадзавы открыт 14 марта 2015 года. Второй участок до Цуруги открыт 16 марта 2024 года. Третий участок от Цуруги до Осаки планируется. На рассмотрении есть три варианта:
1. Маршрут Вакаса (яп. 若狭ルート): постройка нового пути через станции Обама и Майдзуру. Самый короткий маршрут в Осаку, но также и самый дорогой[3].
2. Маршрут Майбара (яп. 米原ルート): постройка нового пути к станции Майбара. Одна треть продолжительности маршрута Вакаса, хороший доступ к Киото и Нагое. Более длительное время в пути до Осаки, и поезда должны были бы использовать уже существующие пути Токайдо-синкансэн между Майбарой и Осакой.
3. Использование линии Косэй (яп. 湖西線利用): не строить новые пути, вместо этого модернизировать Линии Косэй, чтобы поддержать мини-синкансэн. Безусловно самый дешевый способ, но скорость поезда будет ограничена 160 км/ч, и, следовательно, время прохождения будет довольно велико.

## Станции
| Станция              | Японское название | Расстояние (км) от Токио | Пересадка | Местоположение   | Местоположение     |
| Тохоку-синкансэн     | Тохоку-синкансэн  | Тохоку-синкансэн         | Тохоку-синкансэн | Тохоку-синкансэн | Тохоку-синкансэн   |
| -------------------- | ----------------- | ------------------------ | --- | ---------------- | ------------------ |
| Токио                | 東京              | 0                        | Главная линия Тюо, Линия Кэйхин-Тохоку, Линия Кэйё, Линия Собу, Главная линия Токайдо, Токайдо-синкансэн, Линия Яманотэ, Линия Йокосука, Линия Маруноути и Линия Тодзай (Tokyo Metro) | Тиёда            | префектура Токио   |
| Уэно                 | 上野              | 3,6                      | Линия Дзёбан, Линия Кэйхин-Тохоку, Линия Такасаки, Линия Тохоку, Линия Яманотэ, Линия Кэйсэй, Линия Гиндза и Линия Хибия (Tokyo Metro)                                                | Тайто            | префектура Токио   |
| Омия                 | 大宮              | 31,3                     | Дзёэцу-синкансэн, Линия Кавагоэ, Линия Кэйхин-Тохоку, Линия Сайкё, Линия Сёнан-Синдзюку, Линия Такасаки, Главная линия Тохоку, New Shuttle, Линия Нода                                | Сайтама          | префектура Сайтама |
| Дзёэцу-синкансэн     |                   |                          | |                  |                    |
| Омия                 | 大宮              | 31,3                     | Дзёэцу-синкансэн, Линия Кавагоэ, Линия Кэйхин-Тохоку, Линия Сайкё, Линия Сёнан-Синдзюку, Линия Такасаки, Главная линия Тохоку, New Shuttle, Линия Нода                                | Сайтама          | префектура Сайтама |
| Кумагая              | 熊谷              | 67,9                     | Железная дорога Титибу, Линия Сёнан-Синдзюку, Линия Такасаки | Кумагая          |                    |
| Хондзё-Васэда        | 本庄早稲田        | 88,0                     | | Хондзё           |                    |
| Такасаки             | 高崎              | 108,6                    | Линия Дзёсин, Линия Агацума, Линия Хатико, Линия Дзёэцу, Линия Рёмо, Главная линия Синъэцу, Линия Сёнан-Синдзюку, Линия Такасаки                                                      | Такасаки         | префектура Гумма   |
| Хокурику-синкансэн   |                   |                          | |                  |                    |
| Такасаки             | 高崎              | 108,6                    | Линия Дзёсин, Линия Агацума, Линия Хатико, Линия Дзёэцу, Линия Рёмо, Главная линия Синъэцу, Линия Сёнан-Синдзюку, Линия Такасаки                                                      | Такасаки         | префектура Гумма   |
| Аннака-Харуна        | 安中榛名          | 127,1                    | | Аннака           |                    |
| Каруидзава           | 軽井沢            | 150,4                    | Железнодорожная линия Синано | Каруидзава       | префектура Нагано  |
| Сакудайра            | 佐久平            | 168,0                    | Линия Коуми | Саку             | префектура Нагано  |
| Уэда                 | 上田              | 192,8                    | Железнодорожная линия Синано, Электрическая железнодорожная линия Уэда Бэссё | Уэда             | префектура Нагано  |
| Нагано               | 長野              | 226,0                    | Линия Иияма, Железнодорожная линия Синано, Линия Синонои, Электрическая железнодорожная линия Нагано                                                                                  | Нагано           | префектура Нагано  |
| Иияма                | 飯山              | 255,9                    | Линия Иияма | Иияма            | префектура Нагано  |
| Дзёэцу-Мёко          | 上越妙高          | 285,5                    | Железнодорожная линия Этиго-Токимэки | Дзёэцу           | префектура Ниигата |
| Итоигава             | 糸魚川            | 322,5                    | Железнодорожная линия Этиго-Токимэки, Линия Оито | Итоигава         | префектура Ниигата |
| Куробэ-Унадзукионсэн | 黒部宇奈月温泉    | 361,7                    | Главная линия железной дороги Тояма Тихо | Куробэ           | префектура Тояма   |
| Тояма                | 富山              | 395,5                    | Главная линия Такаяма, Линия Тоямако (Скоростной трамвай Тояма), Линия Фудзикоси и Линия Татэяма (Железня дорога Тояма Тихо), Железнодорожная линия Аинокадзэ-Тояма                   | Тояма            | префектура Тояма   |
| Син-Такаока          | 新高岡            | 414.4                    | Линия Дзёхана | Такаока          | префектура Тояма   |
| Канадзава            | 金沢              | 454,1                    | Линия Асаногава, Главная линия Хокурику, Линия Нанао, Железнодорожная линия Исикава                                                                                                   | Канадзава        | префектура Исикава |
| Комацу               | 小松駅            | 481,2                    | Главная линия Хокурику | Комацу           | префектура Исикава |
| Кагаонсэн            | 加賀温泉駅        | 495,8                    | Главная линия Хокурику | Кага             | префектура Исикава |
| Авараонсэн           | 芦原温泉駅        | 512,0                    | Главная линия Хокурику | Авара            | префектура Фукуи   |
| Фукуи                | 福井駅            | 530,0                    | Линия Кацуяма Эйхэйдзи, Линия Микуни Авара, Линия Фукуби (Железная дорога Фукуи), Линия Эцуми-Хоку, Главная линия Хокурику                                                            | Фукуи            | префектура Фукуи   |
| Нанъэцу              | 南越駅            | 549,0                    | | Этидзен          | префектура Фукуи   |
| Цуруга               | 敦賀駅            | 579,2                    | Главная линия Хокурику, Линия Обама | Цуруга           | префектура Фукуи   |
| Планируется          |                   |                          | |                  | префектура Фукуи   |
|                      |                   |                          | | Обама            |                    |
| Киото                | 京都駅            |                          | Главная линия Токайдо, Токайдо-синкансэн, Линия Косей, Линия Нара, Главная линия Санин, Линия Киото (Кинтэцу), Линия Карасума (Киотский метрополитен)                                 | Киото            | префектура Киото   |
|                      |                   |                          | | Кётанабе         | префектура Киото   |
| Син-Осака            | 新大阪駅          |                          | Главная линия Токайдо, Токайдо-синкансэн, Линия Осака Хигаси, Линия Мидосудзи (Осакский метрополитен)                                                                                 | Осака            | префектура Осака   |